# Nina Hedenius
Nina Hedenius, född  16 september 1942 i Solna, är en svensk dokumentärfilmare och filmfotograf.
Hedenius är känd för sina poetiska, dröjande och inkännande filmer om livet på svenska landsbygden. Hon påbörjade sin utbildning 1962 som en av de första eleverna vid Christer Strömholms fotoskola i Stockholm, men slutade efter ett år sedan hon blivit erbjuden att göra en film för SVT. Sedan dess arbetar hon som frilans, och kallar sig själv auteurfilmare, en filmare som gör allt själv.
År 1996 gjorde Hedenius dokumentärfilmen Gubben i stugan som är en av SVT:s mest efterfrågade dokumentärfilmer. I filmen följer hon under ett år Ragnar som bor ensam i ett torp i Dalarnas finnskogar. Filmen tilldelades Ikarospriset.
I maj 2023 släpps porträttfilmen ”Nina Hedenius – ett ögonblick i sänder” av regissören och filmfotografen Fredrik Wenzel producerad av Hedvig Lundgren.

## Filmografi
- 1970 – Från en gård
- 1972 – Människor på landet
- 1973 – Rundö
- 1984 – Nära jorden, nära skogen
- 1986 – Olika världar
- 1988 – Likt vinden far min längtan
- 1992 – Det speglar i mitt öga
- 1996 – Gubben i stugan
- 2000 – Christian - vårterminen 1999
- 2003 – Konsten att städa
- 2008 – Naturens gång
- 2020 – Sång till Bergslagen[6]

## Utmärkelser
- 2005 – Parling-priset [4]
- 2010 – Årets Filmbana [7]
- 2021 – Dan Andersson-priset